# 换元积分法
换元积分法，又稱變數變換法（英語：Integration by substitution），是求积分的一种方法，由链式法则和微积分基本定理推导而来。

## 第一类换元法
设{\displaystyle f(x)\ }为可积函数，{\displaystyle g=g(x)\ }为连续可导函数，则有：
{\displaystyle \int _{\alpha }^{\beta }f(g)g'\mathrm {d} x=\int _{g(\alpha )}^{g(\beta )}f(g)\mathrm {d} g}
第一类换元法的基本思想是配凑的思想。

## 第二类换元法
设{\displaystyle f(x)\ }为可积函数，{\displaystyle x=x(g)\ }为连续可导函数，则有：
{\displaystyle \int _{\alpha }^{\beta }f(x)\mathrm {d} x=\int _{x^{-1}(\alpha )}^{x^{-1}(\beta )}f(x(g))x'\mathrm {d} g}
在遇到类似{\displaystyle {\sqrt {x^{2}-a^{2}}}}、{\displaystyle {\sqrt {x^{2}+a^{2}}}}和{\displaystyle {\sqrt {a^{2}-x^{2}}}}的式子时，通常采取分别令{\displaystyle x=\pm a\sec t}、{\displaystyle x=\pm a\tan t}或{\displaystyle x=\pm a\sin t}进行换元，得到关于{\displaystyle t}的一个原函数。如果要计算不定积分，则再由{\displaystyle x}与{\displaystyle t}的关系还原即可；如果要计算定积分，只需在变换后的积分限{\displaystyle \alpha }和{\displaystyle \beta }下计算相应的定积分即可。

## 例子
计算积分{\displaystyle \int _{0}^{2}x\cos(x^{2}+1)\,dx}。

### 引入另外一個變數
設 {\displaystyle u=x^{2}+1}, 則 {\displaystyle du=2xdx}

當 {\displaystyle x=0}, {\displaystyle u=1}

當 {\displaystyle x=2}, {\displaystyle u=5}
{\displaystyle {\begin{aligned}\therefore \int _{0}^{2}x\cos(x^{2}+1)dx&={\frac {1}{2}}\int _{0}^{2}{\underbrace {\cos({{x}^{2}}+1)} _{\cos u}\cdot \underbrace {2xdx} _{du}}\\&={\frac {1}{2}}\int _{1}^{5}\cos u\,du\\&={\frac {1}{2}}\left[\sin u\right]_{1}^{5}\\&={\frac {1}{2}}(\sin 5-\sin 1)\end{aligned}}}
其中 {\displaystyle dx} 换元为 {\displaystyle du} 后，{\displaystyle \int _{0}^{2}} 亦变为 {\displaystyle \int _{1}^{5}}，是因为其形式为黎曼－斯蒂尔杰斯积分，但在黎曼－斯蒂尔杰斯积分中变数的取值范围应该还是 x 的取值范围，而不是 g(x) 的取值范围。

### 不引入另外一個變數
{\displaystyle {\begin{matrix}\because &\displaystyle {{\frac {d}{dx}}({{x}^{2}}+1)=2x}\\\therefore &d({{x}^{2}}+1)=2xdx\\\end{matrix}}}
{\displaystyle {\begin{aligned}\therefore \int _{0}^{2}x\cos(x^{2}+1)dx&={\frac {1}{2}}\int _{0}^{2}{\cos({{x}^{2}}+1)\cdot 2xdx}\\&={\frac {1}{2}}\int _{0}^{2}\cos(x^{2}+1)\,d(x^{2}+1)\\&={\frac {1}{2}}\left[\sin(x^{2}+1)\right]_{0}^{2}\\&={\frac {1}{2}}(\sin 5-\sin 1)\end{aligned}}}